# フリーダム・ファイターズ
『フリーダム・ファイターズ』 (FREEDOM FIGHTERS) は、デンマークのIO Interactive社が開発し、アメリカのエレクトロニック・アーツ社より発売されているシューティングゲーム。自分の操作しているキャラクターが表示されるサードパーソン・シューティングゲーム（三人称シューティングゲーム）である。

## 概要
実際の歴史と違う架空の世界で、第2次大戦後ソビエト共和国連邦は圧倒的な軍事力をもってアメリカ合衆国に侵攻した。アメリカが戦火に飲み込まれていく中で祖国を愛する1人の男が自由を求めた闘争を始める。
2002年にエレクトロニック・アーツが原題『Freedom: The Battle for Liberty Island』のタイトルでゲームを発表した。当初発表されたゲームシステムではプレイヤーの下水道での作戦計画に焦点を当てたターン制の戦略モードとニューヨークの街で繰り広げられるサードパーソン・シューティングゲームによるリアルタイムアクションの2つの異なるゲームシステムがある内容のゲームであった。しかし、Freedom: The Battle for Liberty Islandの発表から発売の延長の末、ターン制の戦略モードなどの一部のゲームシステムなどを変更し、2003年にフリーダム・ファイターズとタイトルを変えて、まず9月26日にヨーロッパと10月1日にアメリカと発売される事となった。
2004年4月6日にIO Interactiveを買収して傘下にした、イギリスのアイドスUKが続編『フリーダム・ファイターズ 2（仮題）』の開発計画がある事を発表し、2006年の上半期（つまり2005年7月から12月の間）に続編のリリースに向けて準備中であると発表した。しかし、IO InteractiveはKANE&LYNCH: DEAD MENの開発に専念し、フリーダム・ファイターズの続編の開発に取り掛かることなく続編の開発はキャンセル状態となってしまった。2007年末にIO Interactiveの代表者がKANE&LYNCH: DEAD MENでのインタビューでフリーダム・ファイターズの続編は"To-do（やらなければならない事）リスト"にまだあると発言していた。IO Interactiveは新作KANE&LYNCH 2: DOG DAYSを発表し、2010年にKANE&LYNCH 2: DOG DAYSのディレクターKarsten LundがKANE&LYNCH 2: DOG DAYSのインタビューで、フリーダム・ファイターズの続編について尋ねられたが、Lundは「ノーコメント」とだけしか答えなかった。2011年にIO Interactiveは公式Twitterでフリーダム・ファイターズの続編に関して、「間違いなく我々の多くが興味を持っているものだ」とツイートしていた。
2009年にアイドスはスクウェア・エニックス・ヨーロッパに買収され、スクウェア・エニックス傘下となった為、IO Interactiveもスクウェア・エニックス傘下にあったが、2017年にIO Interactiveがアイドスに買収される前の状態になる為に独立した為、再びIO Interactiveがフリーダム・ファイターズの権利を持ち帰った。そして2020年9月21日にIO InteractiveからPC向けにフリーダム・ファイターズがSteam、GOG.com、Epic Gamesストアでデジタル再リリースされる事となった。

## 特徴
- 味方の兵士を自分の仲間にし、命令を出す事ができる。命令は攻撃、防御、待機の3つで、味方1人もしくは全員に対して指示できる。仲間にできる味方兵士の数はカリスマレベルによって変化する。カリスマレベルの向上にはポイントの蓄積が必要であり、これはマップに設定された目標を達成したり、負傷した民間人などを救護（救急キットを使用）する事で獲得できる。カリスマレベル1ごとに1人の兵士を仲間にでき、最大レベルは12である。それ以上ポイントを獲得してもメリットはない。
- 兵士のAIは比較的賢く、必要に応じて遮蔽物に隠れたり、配置された機関銃を使用する。味方は多数のオブジェクトが配置されている場所でもプレイヤーに追随する。敵の場合は、プレイヤー側に気づかれないよう静かに接近してきたりする。
- PS2などの家庭用ゲーム機版にはオフラインのマルチプレイヤー機能が搭載されており、アメリカ陣営とソビエト陣営に分かれて最大4人のチーム対戦が可能。2人対戦の場合、最大12対12の対戦が楽しめる。

## 登場人物
レジスタンス
クリストファー・ストーン（通称クリス）　声優：奥田啓人
ブルックリンで生まれ育ち、ニューヨークで配管工として働いている男性。年齢は32歳。父はアイルランド移民の元レスキュー隊員。母は、ネイティブ・アメリカンの学校教師。ソビエト侵攻後はゲリラ集団「マンハッタン・レジスタンス」を率いるリーダーとなる。
イザベラ・アンジェリーナ　声優：本田貴子
確固たる政治思想と狡猾な頭脳、それに演説の才能に恵まれた女性。年齢は29歳。クリスとともにレジスタンスを率いるリーダーの1人。
トロイ・ストーン　声優：江川央生
クリスの弟。30歳。ソビエト侵攻後、クリスとは別のレジスタンスを率いる。
キッド　声優：阪口周平
15歳の少年で、孤児。街を知り尽くしているので様々なことを助言する。
フィル・バグストン　声優：高瀬右光
口から生まれてきたと思うほどよくしゃべる男性。戦闘の方はそこそこ評価されている。
ミスター・ジョーンズ　声優：中村秀利
60歳の男性。長年の軍隊経験から戦略に関する並外れた見識をもっている。彼の組織構築能力、作戦能力はとても有用である。
侵攻者
タチアナ・ケンピンスキー　声優：山口眞弓
美しい容貌と声を持つ女性ニュースキャスター。ポーランドのクラクフで生まれ、地元の学校でジャーナリズムを専攻。学位のためにアメリカに留学したため、流暢な英語を話す。共産党に忠誠を誓っている。
タターリン将軍
安全な司令室で戦場の兵士に指令を出すのではなく、自ら兵士を率いて戦場で敵を倒すことを信条とするソ連軍の指揮官。祖父も父も戦争の英雄として亡くなっており、自身も戦場で死ぬことを望んでいる。1958年、中央アジアのウズベキスタン・ソビエト共和国に生まれた。軍人家系のために、幼少よりソビエト軍に鍛えられ、士官学校を首席で卒業。前線で戦う将兵の中では最高の地位にある。1976年、グアテマラに軍事顧問として派遣されて、その後のメキシコ大地震の際に復興援助活動の名目で大規模軍事基地を建設。この功績により1995年、ソビエト最小年将軍となる。
ブルバ大佐　声優：中村秀利
ソ連軍のKGB責任者。温和な言葉で市民の信頼を得ようとするタターリンに対し、相手を見下すような口調で発言内容も強行的。タターリンと同じくアメリカ侵攻における重要人物だが、両者の間には意見の相違が生じている。

## ゲーム構成
アメリカ国旗を揚げて拠点を制圧する主任務と敵の弱体化を行ったり捕虜を救出するなどの副任務で構成されており、主任務をクリアすればそのステージはクリアとなる。
副任務はカリスマ性をさらに高めるため、クリアをスムーズに行うためにはクリアする必要がある。
最初は敵も戦闘ヘリや兵員輸送車によって圧倒的な戦力を有している。
あっちでヘリポートを破壊してヘリを封じ込め、今度は別の場所で輸送経路を断ち、改めてあちらのマップをクリアする……というように、ステージを移動しながら戦略を立ててクリアしていく必要がある。
また多くの敵陣地は有利な場所に配置されていて隙がないように見える。そんな時は少し回りを見回したり、マップを見ることで突破口が見つかる。
難易度によって戦いの仕方が変わる。難易度が高いほど敵の体力とプレイヤー及びフリーダムファイターたちの被ダメージ量が増加する。
低難易度では爽快なガンアクションを楽しめるが、高難易度では闇雲に攻撃するだけでなく、味方の配置などを考慮しなければ攻略は困難になる。

## 武器
接近専用
- レンチ：配管工のよき相棒。敵を殴る以外にもマンホールのふたを開けるのに使う。

拳銃（サブ・ウエポン）
- リボルバー：6連発リボルバー。命中精度が低く、リロードも頻繁に入る扱いづらい武器だが、威力は本物。
- オート　（ベレッタM92）:17連発のソビエト軍標準装備の半自動拳銃。リボルバーに攻撃力で劣るが、弾数の多さと精度から扱いやすい。なおゲーム中ではピストルと表記される。

主武器（メイン・ウエポン）
- ショットガン:半自動式の近距離専用銃。広範囲に小さな弾をばら撒く。8連発装填で連射が効く。リロード自体は遅いが、リロード中でもリロードした分だけ撃てるのが特徴的。至近距離においては非常に有効だが、距離が空くほどに命中しにくくなる。
- アサルトライフル：ソビエト軍標準装備の30連発ライフル銃。攻撃力が高く、命中精度も高いので近距離から遠距離まで幅広く使用できる。大量に手に入るため、ほぼ弾切れの心配がないのも特徴。狙撃しようとすると、反動で照準が右上にずれていくのが難点。
- サブマシンガン：ソビエト軍特殊部隊で運用される40連発サブマシンガン。リロード時間も含め連射能力は全武器中最高だが、命中精度が低く、反動も大きい。自動照準で弾をばら撒くのに適している。
- スナイパーライフル：高い命中精度を誇るライフル銃。倍率変更可能なスコープを装備しており、離れた敵を狙撃できる。弾数が少なく、連射能力はもきわめて低いが、頭部を狙うことにより多くの敵兵を一撃で倒すことが出来る。
- マシンガン：装弾数300発のマシンガン。メインウエポンの中では最強で、遠距離から近距離まで幅広く使える。この武器が登場するのは中盤以降で、入手できる機会は他の武器に比べ少ない。

燃焼系・爆発系
これらは投擲するタイプの武器であり、着弾地点は視点の角度や射撃ボタンを押してから離すまでの時間によって調整できる。放物線を描いて飛翔するため、遮蔽物の背後に隠れた敵などを攻撃するのに有効である。
- 火炎瓶：原始的な焼夷武器。物体や地面に接触すると、その地点に火炎を発生させる。火炎に接触した敵兵士は全身を炎に包まれ、それが消えるまでほとんどの行動を行えず、ダメージを受け続ける。炎に包まれたキャラクターに触れたキャラクターにも炎は燃え移る。プレイヤーが触れた場合もダメージを受けるが、行動不能にはならない。火炎は短時間で自然に鎮火する。
- グレネード；手榴弾。高い威力と広い効果範囲を持つが、投げてから爆発するまで時間が掛かり、避けられやすい。しかしこれは陣形を崩すことに効果的、と見ることもできる。室内で死角から攻撃するのにも役立つ。

重火器
- 固定式マシンガン：ソビエト軍がエリアの要所に設置している固定式マシンガン。しっかり固定されているので照準がぶれない。連射性が高く、弾数も無限である。近くにいれば仲間も使用してくれる。
- ロケットランチャー：唯一戦車とヘリコプターを破壊できる対装甲火器。弾速が極端に遅く、弾数も少ない扱いづらい武器だが、威力は極めて高い。屋内で使うと、着弾時の爆風で自分を傷つけやすいので注意が必要。

その他
- 双眼鏡：主に偵察に使用する。スナイパーライフルと異なり、倍率は変更できない。
- 救急キット：ライフを全快させるアイテム。傷ついた市民や仲間も治療できる。
- C4：プラスチック爆弾。ヘリポートや橋梁など、施設破壊を中心に使用する。設置には時間が掛かり、その間は無防備になってしまう。また、設置後は必ず10秒で爆発するので、それまでにその場を離れなければならない。また、特定の場所でないと使用が出来ない。

## 敵
- 一般兵：標準的な兵士。主にアサルトライフル装備。倒されても輸送ヘリや装甲車でマップ外から補充されることがある。この増援はヘリポートを破壊したり、橋を爆破したりすることで防げる。
- 小隊長：ライフが高く、ショットガン装備。武器の特性上、距離が遠いうちはそれほど怖くないが、接近されると非常に危険。赤いベレー帽をかぶっている。
- 憲兵：警棒かハンドガン（オート）で攻撃してくる。赤い襟章をつけている。
- 特殊部隊（男）：すばやい動きをし、サブマシンガン装備。背後から味方兵士の首を絞め、一撃で倒してしまう事もある。
- 特殊部隊（女）：黒いボディスーツに身を包んだ兵士。頭部に何らかの装置を装着している。サブマシンガンを装備しており、アクロバティックな動きを多用しながら接近してくる。
- 装甲兵：全身に防弾装備をまとった大男。マシンガンを装備していたりショットガンも装備している事もある（ボーナスステージの「リバティーアイランド」ではショットガンを装備した白い装甲兵が現われる）。極端にライフが高いうえに、顔面以外を撃ってものけぞらないため、プレイヤーや味方兵士にとっては強敵となるが、他の兵士同様にグレネードの爆風や火炎瓶による攻撃、近接攻撃は通用する。
- 兵員輸送車：マップ外から一般兵を運んでくる装甲車。基本的に攻撃はしてこないが、接触するとダメージを受ける。ロケットランチャーとグレネードで破壊可能。
- 戦車：ロケットランチャー以外で破壊不可能。圧倒的攻撃力を誇るが、一度しか登場しない。
- ヘリコプター:戦闘ヘリと輸送ヘリがある。どちらも厄介な相手だが、ヘリポートを爆破しておけば登場しなくなる。
  - 戦闘ヘリ（Mi-24）：機関銃とロケット弾による猛攻で地上を制圧する。上空からの攻撃は防ぎづらく、また、ロケットランチャー以外では破壊できない。しかも破壊しても補充されてやってくる。
  - 輸送ヘリ（Mi-8）：マップ外から飛来し、一般兵を補充していく。終盤のマップで兵員輸送車の代わりに登場するほか、劇中序盤でトロイを連行するのに使用されている。
- 軍用列車：攻撃はしてこないが、一部エリアだと移動中に部隊が列車に遮られ移動不能になってしまうことも。